# Зързе (община Ораховац)
Вижте пояснителната страница за други значения на Зързе.
Зързе (на албански: Xërxë, на сръбски: Зрзе) е село в община Ораховац, Дяковски окръг, Косово. Населението възлиза на 3184 жители според преброяването от 2011 г.

## География
Зързе е разположено на половин километър от левия бряг на р. Бели Дрин, на ок. 8 километра югоизточно от град Ораховац и на ок. 20 северозападно от град Призрен.

## Население
По време на българското управление през Първата световна война към 1917 г. Зързово има 474 жители.